# Taara
Taara rappresenta il Dio supremo dei Popoli finnici. Nella specifica mitologia finlandese corrisponde al Dio del tuono mentre in quella estone è il Dio del cielo.

## Citazioni epiche
Viene citato sia nel poema finlandese Kalevala che in quello estone Kalevipoeg.

### Mitologia Finlandese ed Estone
Nel Kalevala, si narra di fatti leggendari avvenuti nella terra di Kaleva (regno e nome del suo terzo figlio) mentre nel Kalevipoeg si narra della sua progenie, di cui il primo divenne un abile artigiano in Russia, il secondo divenne valoroso guerriero in Norvegia ed infine il terzo (Kalev) che, volato verso l'Estonia sul dorso della Grande Aquila del nord vi fondò un regno una volta ridisceso sulla terra.
Nella mitologia estone Taara corrisponde al Dio supremo di tutto il popolo estone ed in entrambe le mitologie ha delle varianti del nome (come Tooru, Tharapita e/o Tarapitha), che lo riconducono al nome germanico di Thor.

## Altre documentazioni

### Enrico di Livonia
L'autore, conosciuto come Henricus de Lettis, era probabilmente un prete cattolico tedesco vissuto nei paesi baltici in epoca medioevale che assistette a fatti a lui contemporanei e che descrisse nelle sue testimonianze giunte sino a noi come le Cronache di Enrico di Livonia. 

Tra queste ci sono dei riferimenti a Tharapita o Tharaphitam che li ricollegano al Dio finnico-estone Taara. 

In queste citazioni (scritte in latino volgare) il Dio è menzionato cinque volte:
- Dio volò da Virumaa a Saaremaa[4]

... in confinio Vironie tres villas baptizaverunt, ubi erat mons et silva pulcherrima, in qua dicebant indigene magnum deum Osiliensium natum, qui Tharapita vocatur, et de illo loco in Osiliam volasse. Et ibat alter sacerdos succidens imagines et similitudines deorum ibi factas, et mirabantur illi, quod sanguis non efflueret, et magis sacerdotum sermonibus credebant.
- L'assedio della fortezza di Muhu

Gaudet exercitus christianorum, exclamant, Deum exorant. Clamant et illi, gaudentes in Tarapitha suo. Illi nemus, isti Iesum invocant, in cuius nomine ac laude fortifer ascendunt, ad summitatem valli perveniunt, fortissime et ab illis repelluntur. 
- Il dio dell'Isarl

... alii presbyteri alios rigaverunt, qui et in urbem cum gaudio ducuntur, ut Christum predicent, ut Tharaphitam, qui deus fuit Osilianorum, eiciant...
- Uno degli dei pagani

 Obediunt, restituere promittunt, presbyteros secum ad castra sua ducunt, qui Christum predicent, qui Tharapitha cum ceteris paganorum diis eiciant, qui populum sacro baptismate tingant. 
- Dio rubato

Quo completo, quo facto, populo videlicet cuncto baptizato, Tharaphita eiecto, Pharaone submerso, captivis liberatis, redite cum gaudio Rigenses.